# Hanatul Urmia
Hanatul Urmia (în limba azeră: Urmiya xanlığı) a fost un stat azer din Azerbaidjanul de Sud (1747-1763).
Hanatul Urmia a avut un rol important în istoria Azerbaidjanului de la jumatatea sec. XVIII . Fondatorul acestuia Fətəli xan Əfșar (Fatali han Afșar) și-a propus să creeze in Azerbaidjan un stat unitar sub conducerea sa. În această luptă el a avut rivalii puternici din Iran precum Kerim han Zand și fondatorul statului Qadjar Mahammad Hasan han. 
Asigurându-se de susținerea unei serii de feudali puternici, Fatali han Afșar a reușit sa supună cu ușurință Hanatele Qaradağ, Marağa, Tebriz și o serie de proprietăți mici feudale din Azerbaidjanul de Sud. 
Cu toate că statul se numea Hanatul Urmia, capitala acestuia fusese mutată la Tabriz ca urmare răscoalei populației și uciderii domnitorului local Mahammad han Afșar. Tabrizul fiind centrul țării și capitala Azerbaidjanului istoric, avea o semnificația specială. Urmatorii ani Hanatul Tabriz făcea parte din Hanatul Urmia.
După unirea unei serii de hanate din Azerbaidjan, Fatali han și-a propus extinderea puterii asupra intregii Transcaucazii. Acesta și-a trimis solii în Kahetia. Hanatele İrəvan (Erevan) și Karabah care pretindeau ostatici în semn de supunere. Totuși, solii au primit refuz. Au început acțiunile militare. În primavara anului 1751 un detașament mare al armatelor hanatului Urmia s-a îndreptat spre cetatea İrəvan pe care a asediat-o. Totuși, peste puțin timp, urmieni au fost nevoiți să renunțe la asediu și să se îndrepte către Kahetia, deoarece domnitorul Irakli II al Kahetiei a trimis în ajutorul celor asediați armatele sale. Bătălia s-a terminat cu victoria Hanatului Urmia și Fatali han Afșar a luat prizonieri și daruri. 
În 1752, ca rezultatul bătăliei de la Qamșa Fatali han a zdrobit armata feudalului Iskander, fratelui lui Karim han Zand și l-a executat pe el în orașul Șiraz, ceea ce l-a făcut pe Karim han dușmanul personal. 
În anul 1756 el s-a ridicat împotrivă Hanatului Karabah. Într-adevăr, armatele din Hanatul Urmia nu au reușit să cucerească cetatea întărită Șușa, însă, deoarece blocada îndelungată a epuizat rezervele celor care se apărau, Panah Ali han din Karabah a hotărat formal să se supună lui Fatali han Afșar, dând acestuia ca ostatic pe fiul său Ibrahim han. Fatali han Afșar a reușit să obțină recunoașterea puterii sale din partea Hanatului Talıș si sultanatului Qutqașın.
În perioada această Hanatul Urmia demult ieșise din cadrul unui stat feodal mic azer și cuprindea tot Azerbaidjanul de Sud și o parte din Iran
Însă în 1763 suveranul persan Karim han Zand și Panah Ali han au atacat Hanatul Urmia. După un asediu de 9 luni cetatea a fost cucerită. Karim han l-a executat pe Fatali han acolo unde a fost omorât fratele său İskander (1763).
După Fatali han domnitorul Hanatului Urmia supus a fost Rustam han Afșar.